# Trapelus ruderatus
Trapelus ruderatus es una especie de reptil escamoso del género Trapelus, familia Agamidae. Fue descrita científicamente por Olivier en 1804.
Habita en el Cáucaso, Azerbaiyán, Turquía (Anatolia), Siria, Líbano, Jordania, Arabia Saudita, Irak, Irán y Pakistán.